# Férfi nemi szervek

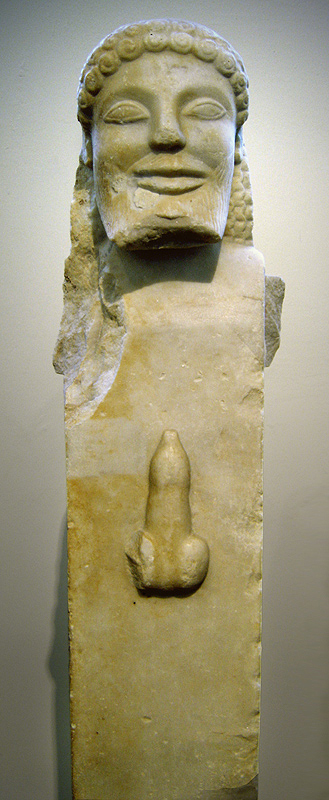
Herma. Négyszögletű kőoszlop, Hermész görög isten mellszobra, mely lefelé keskenyedő, oszlopszerű törzsön nyugszik és amelyen csak a fejet és a falloszt (férfi nemi szervet) faragták ki.

A férfi nemi szervrendszer a férfiak szaporító szervei, mely a húgycsőből, a prosztatából, a herékből, a herezacskóból, az ondóvezetékből, az ondóhólyagból és a hímvesszőből áll.

## A férfi nemi szervrendszer felépítése

A sperma a herékben, két ovális szervben termelődik, melyek a hímvessző mögött elhelyezkedő bőrzacskóban találhatók. A heréket több izom- és rostréteg védi. Mindkét oldalon az ondóvezeték szállítja a spermát a herékből az ondóhólyagba, amely a spermával elegyedő és ondófolyadékot képezőanyag nagy részét termeli.
A prosztata a húgyhólyag alapjánál fekszik, és a húgycső felső részét veszi körül. Magömléskor az ondó részét képező folyadékot választ ki.
A húgycső körülbelül 20 cm hosszúságú cső, amely a hólyagtól a pénisz csúcsáig húzódik. A heréktől spermát és a hólyagtól vizeletet szállít és ürít. A hímvesszőben húzódik a húgycső leghosszabb szakasza.
A pénisz szivacsos szövetből áll, amely nyugalmi állapotban ernyedt, de amikor a szövetei vérrel telítődnek, megmerevedik. A hímvessző vége a makk. A makkot a fityma fedi.

### Hímvessző
A hímvessző (latinul penis, pénisz) egy szivacsos szövetből álló, henger alakú szerv egyes állatok hímjeinél, illetve az embernél a férfiaknál. Alapvetően szaporítószerv, ezen kívül a vizelet kibocsátására is szolgál.

### Prosztata
A prosztata vagy dülmirigy a férfi belső nemi szervekhez tartozó nemi mirigy. Az általa termelt váladék, a prosztataváladék a hímivarsejtekkel és az ondóhólyag váladékával együtt képezi az ondót. Felnőtt férfiaknál kb. 20 g tömegű, szelídgesztenye nagyságú szerv. A húgyhólyag alatt, az abba csatlakozó húgycsövet körülvéve helyezkedik el.

### Herezacskó
A herezacskó (scrotum) egyes emlősállatokban és az emberben a hím nemi szerv része, a hímvessző és a végbélnyílás, valamint a combok között található, izomrostokkal átszőtt bőrtasak, amelyben a két here helyezkedik el. A bőr ráncolt, a pubertás után gyér szőrzet fedi.

### Herék
A here (testis) a hím nemzőapparátus része, páros, szilva alakú szerv, mely a herezacskóban (scrotum) foglal helyet. Fejlődéstani eredete alapján a női petefészekkel analóg, funkciója a hímivarsejtek (spermium vagy spermatozoon) képzése, valamint a férfi nemi hormon, a tesztoszteron termelése.

## A férfi nemi szervek megbetegedései

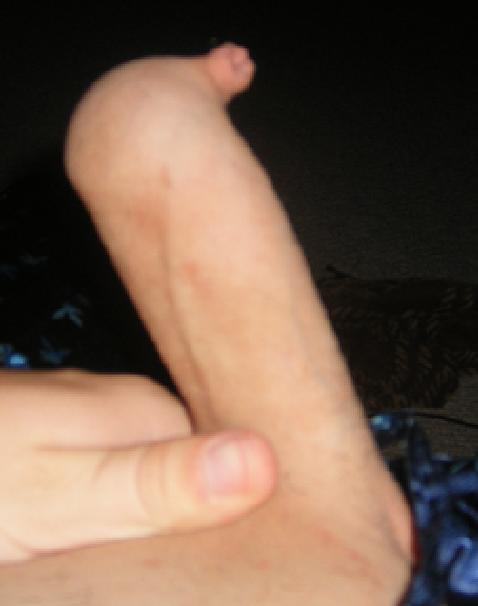
Merev hímvessző fitymaszűkülettel

A férfi nemi szervek legtöbb betegsége a külső nemi szerveket érinti, és más-más életkorban más-más tünetek jelentkeznek. A fiúknak problémáik támadhatnak a fitymaszűkülettel és a fityma és a makk közti terület fertőzéseivel. Férfiakban a pénisz váladékozása szinte mindig nemi úton terjedő megbetegedésre vezethető vissza, főleg gonorrhoeára. A fanszőrzetben előforduló lapostetvek általában szintén nemi úton terjednek. A véres ondó oka a túlzott nemi tevékenység, de esetenként súlyos betegség is lehet. A herék fájdalmas vagy fájdalmatlan duzzanata bakteriális vagy vírusfertőzés, heregyulladás, illetve esetenként rák következménye. A hímvessző viszketését leggyakrabban óvszerallergia vagy egy ruhadarab okozza. 60 éves kor felett rendkívül gyakori a prosztata megnagyobbodása. Ez a duzzanat egyre inkább szűkíti a húgycsövet, és vizelési nehézségeket, valamint a vizelet elakadását okozhatja. A nemi szervek és a környező területek bőrkiütései bármely életkorban jelentkezhetnek, és pelenkaallergia, ekcéma, gombásodás, lapostetű vagy pedig gyűrűsféreg okozhatja őket.

## Lásd még
- Szexualitás